# Rainbow 100
Il Rainbow 100 è un microcomputer prodotto dalla Digital Equipment Corporation (DEC) nel 1982, dotato di due processori: il primo era uno Zilog Z80 che opera alla frequenza di 4 MHz, il secondo era un Intel 8088 con frequenza di 4,81 MHz..
Poteva operare in 3 modalità diverse: Modalità terminale VT102, modalità 8-bit CP/M (usando il microprocessore Z80) e modalità MS-DOS (usando il processore 8088).

## Modelli
Il Rainbow è stato prodotto in 3 modelli, il 100A, il 100B ed il 100+. Il modello 'A' a differenza del modello 'B' non supportava l'aggiunta di un controller per l'hard disk. Le versioni del modello 100A spedite fuori dal mercato degli Stati Uniti erano dotate di un chip contenente una ROM intercambiabile. L'utente poteva cambiare la ROM presente di default per supportare il layout della propria tastiera. Il modello 100B aveva questa selezione presente nel firmware e la scelta avveniva nella fase di boot.
Il modello 100+ era dotato di un Hard disk ma a parte questa caratteristica era identico al modello 100B.